# Liste der Kulturdenkmäler in Ufhausen
Die folgende Liste enthält die in der Denkmaltopographie ausgewiesenen Kulturdenkmäler auf dem Gebiet des Ortsteils Ufhausen der Gemeinde Eiterfeld, Landkreis Fulda, Hessen.
Hinweis: Die Reihenfolge der Denkmäler in dieser Liste orientiert sich an der Anschrift, alternativ ist sie auch nach der Bezeichnung, der vom Landesamt für Denkmalpflege vergebenen Nummer oder der Bauzeit sortierbar.
Kulturdenkmäler werden fortlaufend im Denkmalverzeichnis des Landes Hessen durch das Landesamt für Denkmalpflege Hessen auf Basis des Hessischen Denkmalschutzgesetzes (HDSchG) geführt. Die Schutzwürdigkeit eines Kulturdenkmals hängt nicht von der Eintragung in das Denkmalverzeichnis des Landes Hessen oder der Veröffentlichung in der Denkmaltopographie ab.

Das Vorhandensein oder Fehlen eines Objekts in dieser Liste ist keine rechtsverbindliche Auskunft darüber, ob es Kulturdenkmal ist oder nicht: Diese Liste entspricht möglicherweise nicht dem aktuellen Stand der offiziellen Denkmaltopographie. Diese ist für Hessen in den entsprechenden Bänden der Denkmaltopographie Bundesrepublik Deutschland und im Internet unter DenkXweb – Kulturdenkmäler in Hessen einsehbar. Auch diese Quellen sind, obwohl sie durch das Landesamt für Denkmalpflege Hessen aktualisiert werden, nicht immer aktuell, da es im Denkmalbestand immer wieder Änderungen gibt.
Eine verbindliche Auskunft erteilt allein das Landesamt für Denkmalpflege Hessen.
Nutze diese Kartenansicht, um Koordinaten in der Liste zu setzen. In dieser Kartenansicht sind Kulturdenkmale ohne Koordinaten mit einem roten bzw. orangen Marker dargestellt und können in der Karte gesetzt werden. Kulturdenkmale ohne Bild sind mit einem blauen bzw. roten Marker gekennzeichnet, Kulturdenkmale mit Bild mit einem grünen bzw. orangen Marker.
| Bild            | Bezeichnung                        | Lage                                                                                     | Beschreibung | Bauzeit                                                               | Objekt-Nr. |
| --------------- | ---------------------------------- | ---------------------------------------------------------------------------------------- | --- | --------------------------------------------------------------------- | ---------- |
| Bild gesucht BW | Fachwerkhaus                       | Abt-Sauer-Straße 20 LageFlur: 10, Flurstück: 41/2                                        | | Fachwerkhaus um 1750, mit angrenzenden Wirtschaftsgebäuden erweitert. | 37519 DDB  |
| Bild gesucht BW | Wegekapelle                        | Am Heiligenhäuschen 5 LageFlur: 20, Flurstück: 126/3                                     | | 1858 vermutet nach Altarinschrift.                                    | 37520 DDB  |
| Bild gesucht BW | Bildstock                          | Am Hohlenborn LageFlur: 20, Flurstück: 146/19                                            | | 1849, bezeichnet.                                                     | 37524 DDB  |
| Bild gesucht BW | Wegekreuz                          | Am Hundsrück LageFlur: 20, Flurstück: 140                                                | | 1861, bezeichnet.                                                     | 37535 DDB  |
| weitere Bilder  | Wegekreuz                          | Am Niederstein LageFlur: 13, Flurstück: 22/1                                             | | 1890, bezeichnet.                                                     | 37536 DDB  |
| Bild gesucht BW | Fachwerkhaus                       | Josefstraße 5 LageFlur: 10, Flurstück: 47/2                                              | Zweistöckiges Fachwerkhaus mit markanter Figuration. | Nach 1750.                                                            | 37522 DDB  |
| Bild gesucht BW | Bildstock                          | Unsbenweg LageFlur: 9, Flurstück: 103/4                                                  | | Um 1850 vermutet.                                                     | 37525 DDB  |
| Bild gesucht BW | Bildstock                          | Vor dem Tor LageFlur: 11, Flurstück: 62/7                                                | | 1797, bezeichnet.                                                     | 37532 DDB  |
| Bild gesucht BW | Bildstock                          | Vor dem Tor LageFlur: 10, Flurstück: 173/8                                               | | Zwischen 1720 und 1729.                                               | 37530 DDB  |
| Bild gesucht BW | Fachwerkhaus                       | Vor dem Tor 23 LageFlur: 10, Flurstück: 37/6                                             | | Um 1850.                                                              | 37526 DDB  |
| Bild gesucht BW | Wehrmauer mit Tor                  | Vor dem Tor 32/34 LageFlur: 10, Flurstück: 12/1, 13/2, 9/5                               | Reste einer wehrhaften Ummauerung, die auf die sogenannte „Schadeburg“ zurückgehen sollen. Auf der Außenseite der Mauer wurden zwei frühbarocke Grabsteine von 1684 und 1686 eingemauert. |                                                                       | 37531 DDB  |
| Bild gesucht BW | Katholische Kirche, Friedhofsmauer | Vor dem Tor 41/43 LageFlur: 10, Flurstück: 171/1, 171/2, 171/3, 171/4, 171/5, 171/6, 172 | Einfacher Barockbau nach Plänen des Fuldaer Hofarchitekten Andrea Gallasini errichtet. | 1747/50                                                               | 37527 DDB  |
| Bild gesucht BW | Gefallenendenkmal                  | Vor dem Tor 41 LageFlur: 10, Flurstück: 171/1                                            | | Um 1920                                                               | 37528 DDB  |
| Bild gesucht BW | Friedhofskreuz                     | Vor dem Tor 43 LageFlur: 10, Flurstück: 171/5                                            | Neugotisches Steinkruzifix. | 1867, bezeichnet.                                                     | 37529 DDB  |
| Bild gesucht BW | Bildstock                          | Wehrshäuser Weg LageFlur: 3, Flurstück: 33/2                                             | | Nach 1850.                                                            | 37534 DDB  |
| Bild gesucht BW | Bildstock                          | Wiedenacker LageFlur: 25, Flurstück: 59/1                                                | | 1888, bezeichnet.                                                     | 37533 DDB  |
| Bild gesucht BW | Bildstock                          | Witfeld LageFlur: 9, Flurstück: 77/1                                                     | | 1923, bezeichnet.                                                     | 37791 DDB  |